# Conexibacteraceae
Conexibacteraceae es una familia de bacterias grampositivas del orden Solirubrobacterales. Contiene un solo género: Conexibacter. Fue descrita en el año 2005. Su etimología hace referencia a bacteria que hace de conexión. Son bacterias aerobias y móviles. Se han aislado básicamente de suelos. 

## Taxonomía
Actualmente existen 3 especies descritas:
- Conexibacter arvalis
- Conexibacter stalactiti
- Conexibacter woesei